# Джессіка Галл
Дже́ссіка Галл (англ. Jessica Hull; нар. 22 жовтня 1996) — австралійська легкоатлетка, яка спеціалізується в бігу на середні та довгі дистанції.

## Спортивні досягнення
Фіналістка (11-те місце) змагань з бігу на 1500 метрів на Олімпіаді-2020.
Бронзова призерка чемпіонату світу з кросу в кросовій естафеті.
5-те місце в шосейному бігу на 1 милю на чемпіонаті світу з шосейного бігу (2023).
Дворазова фіналістка (обидва рази — 7-ме місце) змагань з бігу на 1500 метрів на чемпіонатах світу (2022, 2023).
Дворазова фіналістка змагань з бігу на 3000 метрів на чемпіонатах світу в приміщенні — 4-те місце у 2024 та 6-те місце у 2022.
Чемпіонка Австралії з бігу на 1500 метрів (2023, 2024) та 5000 метрів (2020, 2022, 2023).
Рекордсменка світу з бігу на 2000 метрів (5.19,70; 2024).
Багаторазова рекордсменка Океанії з різних дисциплін бігу на середні дистанції.